# Поднятый атолл

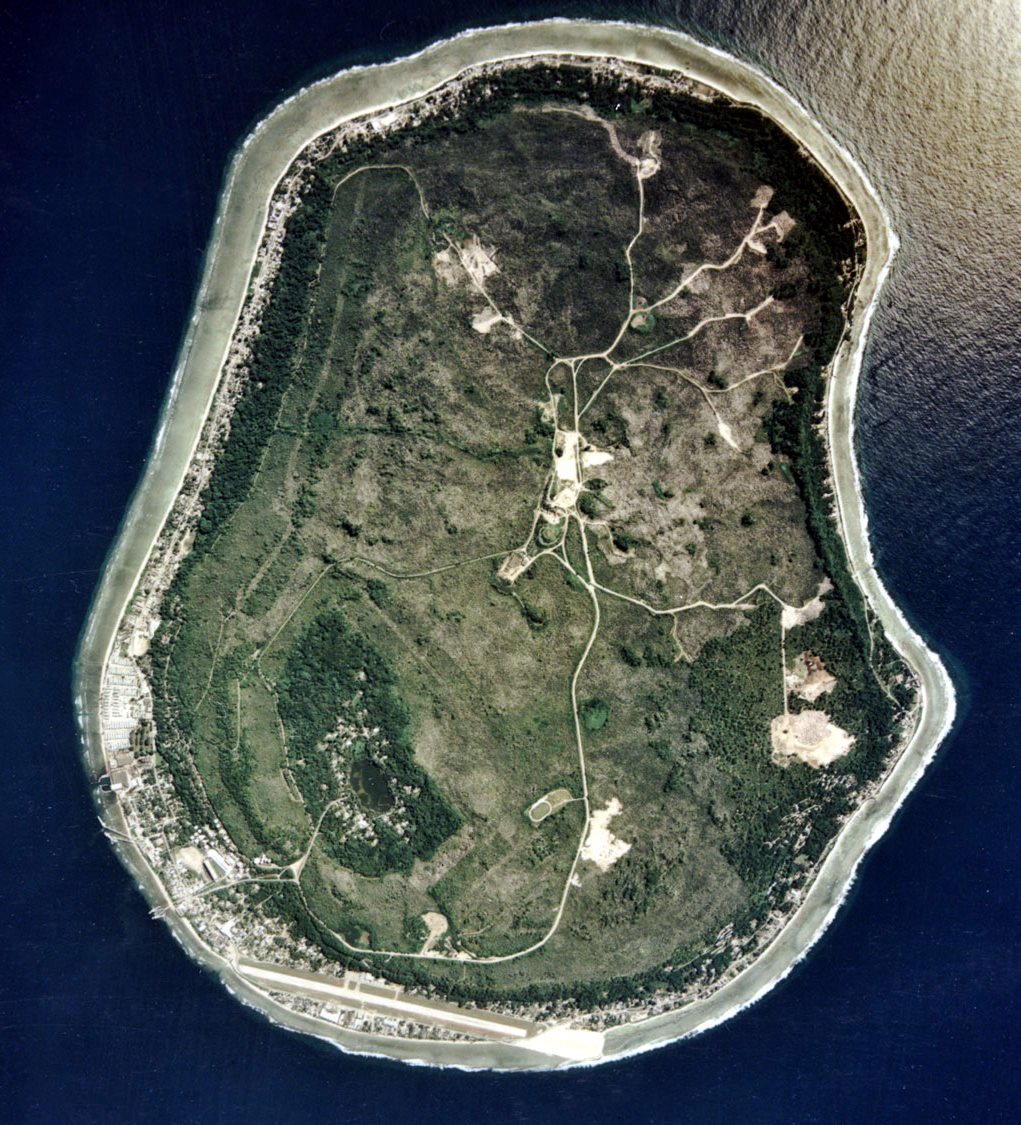
Аэрофотоснимок острова Науру

По́днятый ато́лл (или приподнятый атолл) — относительно редкий тип кораллового острова, бывший атолл. В типичном случае представляет собой известняковое плато высотой до 50—60 м над уровнем океана. По периметру обычно имеются краевые валы, а в центре — остатки лагуны.
Наиболее типичные представители поднятых атоллов — Науру, Ниуэ и ряд островов в архипелаге Тонга (в том числе Тонгатапу и Вавау). Также к этой группе могут быть отнесены Реннелл, Бука, Уэйк, Джонстон, Банаба и Хендерсон.
Поднятый атолл также известен под названием макатеа (от полинезийского makatea «известняк»).